# James Page (Boxer)
James Page (* 1. April 1971 in Pittsburg, Kalifornien, USA) ist ein ehemaliger US-amerikanischer Boxer im Weltergewicht. Er war von 1998 bis 2000 Weltmeister des Verbandes WBA.